# Wolf Rilla
Wolf Rilla est un réalisateur britannique d'origine allemande, né le 16 mars 1920 à Berlin et mort le 19 octobre 2005 à Grasse (Alpes-Maritimes). Il est surtout connu pour son film Le Village des damnés.
Il est le fils de l'acteur allemand Walter Rilla et de Teresa Klausner. En 1934, la famille émigre vers la Grande-Bretagne, pour fuir le national-socialisme naissant, Walter Rilla étant d'origine juive.
Après sa scolarité, Rilla travaille à la BBC, où il dirige des émissions de propagande du service en allemand. Au début des années 1950, il travaille comme scénariste et réalisateur pour le cinéma britannique. Contrairement à son père, Wolf Rilla n'est jamais retourné vivre en Allemagne. Il se retire dans le Sud de la France où il devient gérant d'un hôtel.

## Filmographie
- 1953 : Noose for a Lady
- 1953 : Glad TIdings
- 1953 : The Large Rope
- 1953 : Sexy Girl (en) (Marilyn ou Roadhouse Girl)
- 1954 : The Black Rider
- 1954 : Le Souffle de la peur (en) (Stock Car)
- 1955 : The Blue Peter
- 1956 : Le Sorcier du Pacifique (en) (Pacific Destiny)
- 1957 : The End of the Road
- 1957 : The Scamp
- 1958 : Six Filles et un garçon (Bachelor of Hearts)
- 1959 : Jessy
- 1959 : Witness in the Dark
- 1960 : Jeunes Gens mécontents (Die zornigen jungen Männer)
- 1960 : Le Village des damnés (Village of the Damned)
- 1960 : Piccadilly Third Stop
- 1961 : Watch it, Sailor!
- 1963 : The World Ten Times Over
- 1963 : Les Bijoux du Pharaon (Cairo)
- 1968 : Pax?
- 1973 : Secrets of a Door-to-Door Salesman
- 1975 : Bedtime with Rosie

## Source
- (de) Cet article est partiellement ou en totalité issu de l’article de Wikipédia en allemand intitulé « Wolf Rilla » (voir la liste des auteurs).